# Оймауит (Сайрамський район)
Оймау́ит (каз. Оймауыт) — село у складі Сайрамського району Туркестанської області Казахстану. Входить до складу Кутариського сільського округу.
У радянські часи село називалось Оймаут.
Населення — 612 осіб (2021; 642 у 2009, 515 у 1999, 294 у 1989).
26 березня 2015 року до села було приєднано територію площею 1,19 км².